# Internationale Camera Actiengesellschaft
Internationale Camera Actiengesellschaft (Ica) byla továrna na fotografické přístroje, která vznikla v roce 1909 spojením čtyř drážďanských fotografických firem:
- Hüttig AG,
- Kamerawerk Dr. Krügener,
- Emil Wünsche AG
- Carl Zeiss Jena–Palmos Camerabau

Původně se měla součástí firmy stát i továrna Ernemann-Werke, což se ale nepodařilo. Ernemann-Werke zůstal největším konkurentem nové společnosti až do roku 1926.
Krátce před první světovou válkou byla Ica jednou z největších evropských továren na fotoaparáty a zaměstnávala váce než 1 500 osob. Na podzim roku 1926 firma fúzovala s továrnou Zeiss Ikon. Ještě v roce 1937 je ale nová tovární budova nazvána Ica-Werk.

## Tovární budovy
Původně Ica sídlila v Schandauer Straße 74/76. Nové tovární budovy Ica-Werk (Drážďany, Glashütter Straße 101/101a) z let 1936-1938 od berlínských architektů Emila Högga a Georga Rütha jsou považovány za významné objekty drážďanské průmyslové výstavby třicátých let 20. století. Jsou technickou památku Drážďan (číslo 09213327).

## Produkty
ICA vyráběla především fotoaparáty a příslušenství. Produkce fotoaparátů sahala od velkoformátových ateliérových kamer přes deskové kamery různých formátů a konstrukcí, včetně tzv. Raupovy kamery, jejíž konstrukci navrhl fotograf Erwin Raupp, k fotoaparátům turistickým a stereofotoaparátům.
Vyráběné typy fotoaparátů (podle katalogu z roku 1922):
- velkoformátové kamery (13 x 18 a ž 30 x 40 cm)
- sklopné kamery (desky nebo ploché filmy 4,5 x 6 až 10 x 15 cm, svitkové filmy 6 x 6 až 8 x 14 cm). Některé kamery byly "čtvercové" – umožňovaly fotografování na výšku i na šířku.
- vzpěrové kamery (desky nebo ploché filmy 4,5 x 6 až 10 x 15 cm)
- stereofotoaparáty sklopné i vzpěrové (desky 4,5 x 10,7 až 10 x 18 cm)
- jednooké zrcadlovky (desky nebo ploché filmy 9 x 9 až 10 x 15 cm)
- boxy (desky nebo ploché filmy 4,5 x 6 až 9 x 12 cm)
- dále reprodukční fotoaparáty, kopírky a zvětšovací přístroje.

Do kamer byly montovány především objektivy Carl Zeiss v závěrkách Compur. Pro kamery byla dodávána široká škála příslušenství: stativy, kazety, objektivy, filtry, předsádkové čočky a podobně.
Dále továrna vyráběla diaprojektory, epidiaskopy, promítačky 35-mm filmů. Filmový projektor MONOPOL byl vyráběn od roku 1914, a celkem bylo vyrobeno asi 10 000 kusů. Další kinematografické přístroje firmy ICA byly LLOYD, TOSCA, FUROR, GOLIATH. Firma vyráběla i dětskou promítačku TEDDY.
Konstruktér Emanuel Goldberg vyvinul pro Ica filmovou kameru Kinamo, poháněnou pružinou.

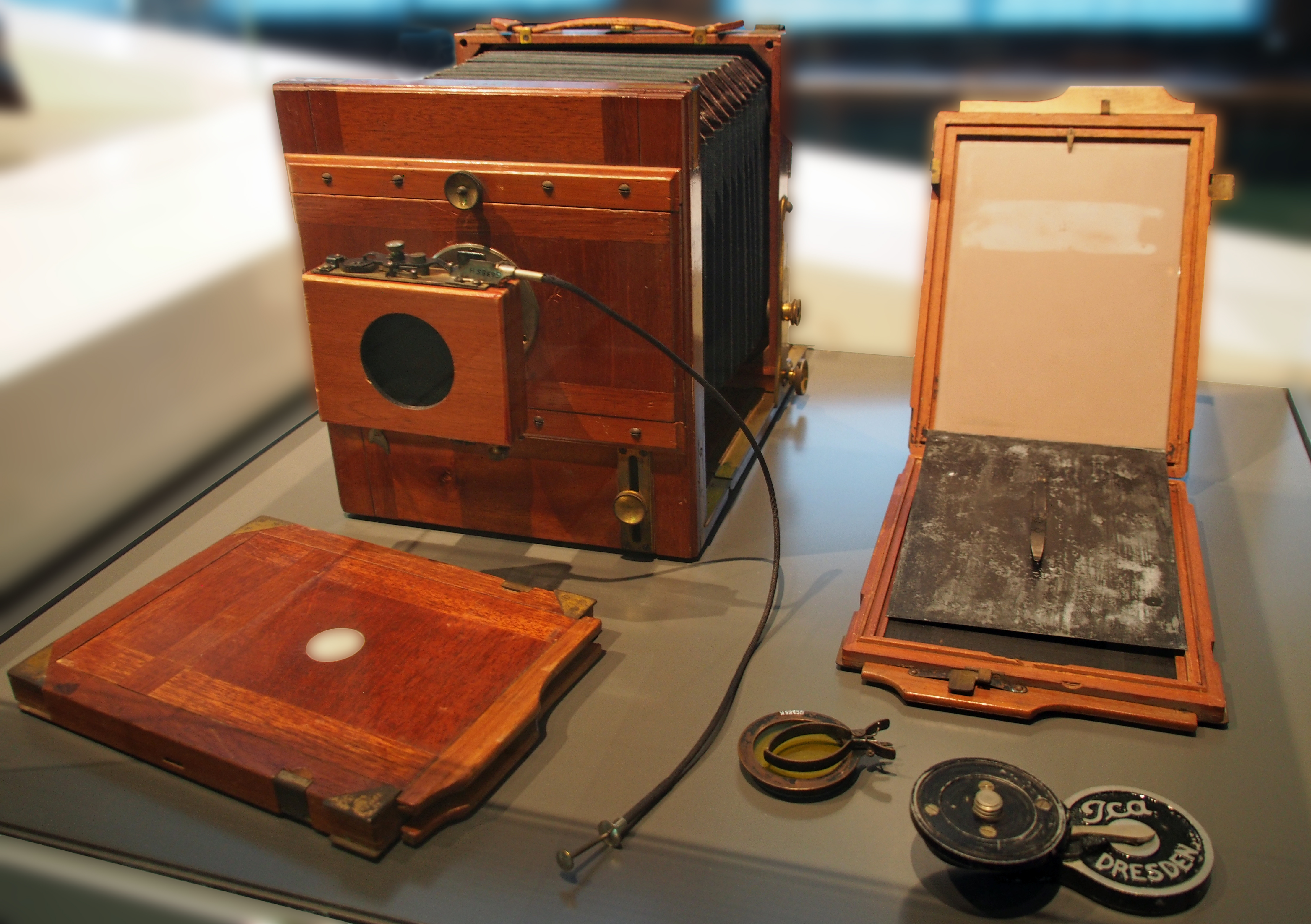
Velkoformátová kamera formátu 13×18 cm, se štěrbinovou závěrkou (1910)
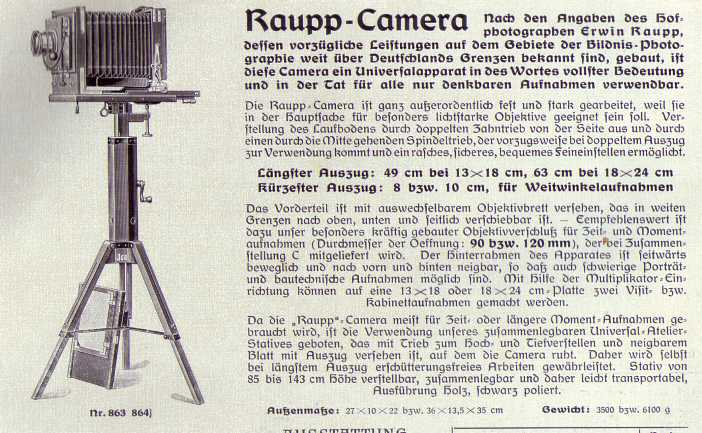
Inzerát na Rauppovu Kameru (1913)
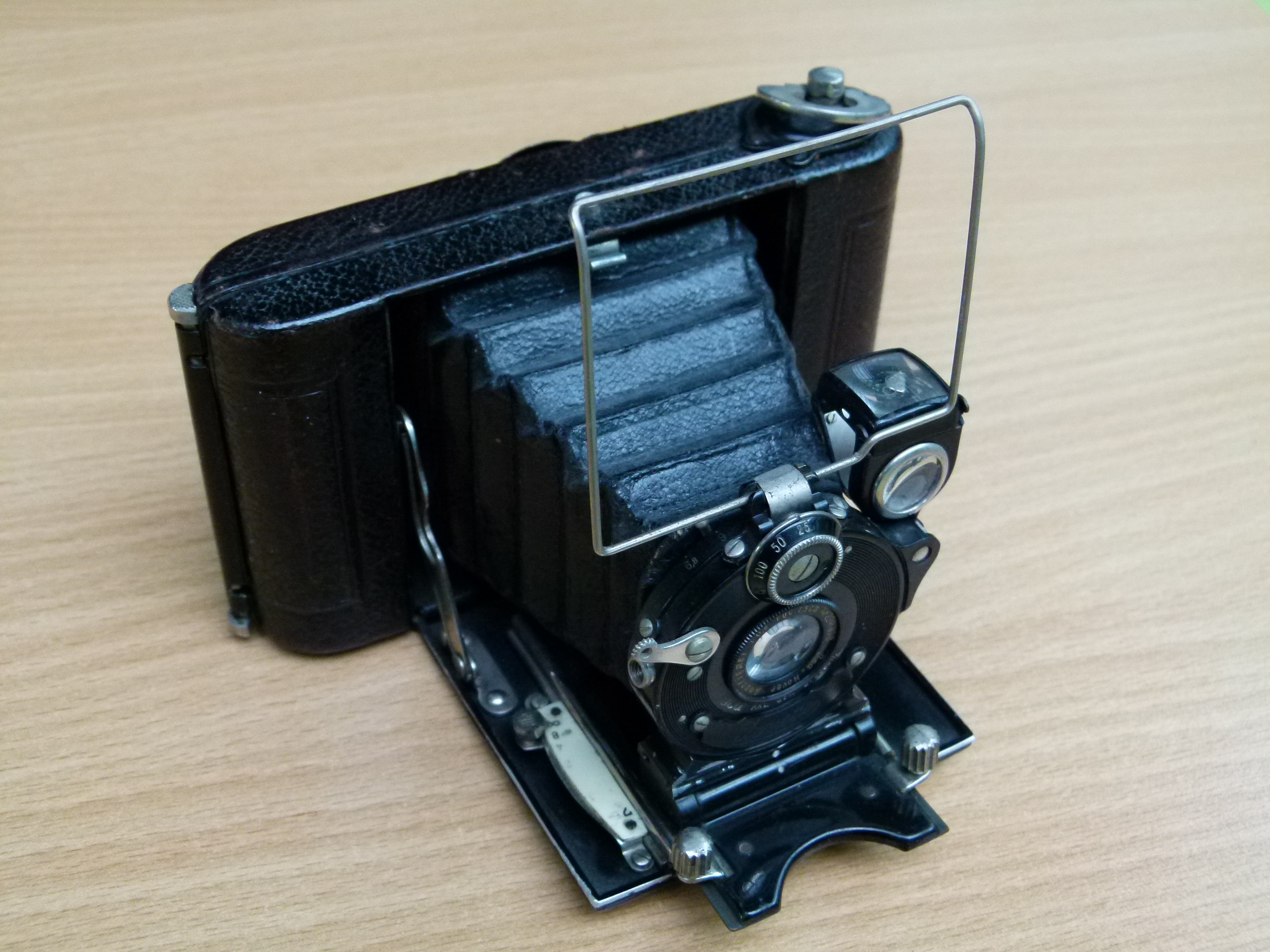
Kamera Icarette na svitkový film (1920)
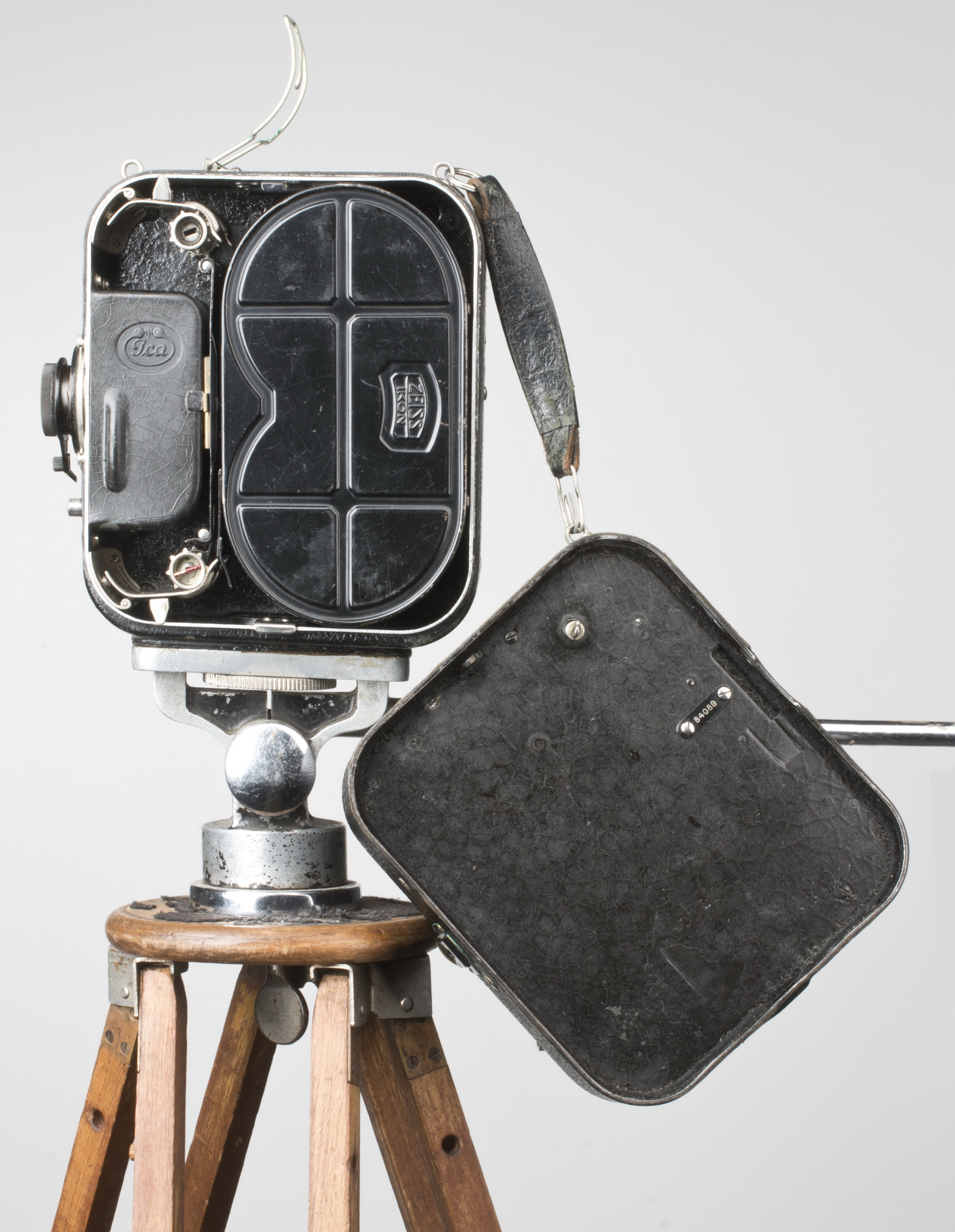
Filmová kamera Kinamo N25 (na kazetě je již znak Zeiss Icon, na vlastní kameře ještě logo ICA). Tuto kameru používal Ferdinand Bučina.
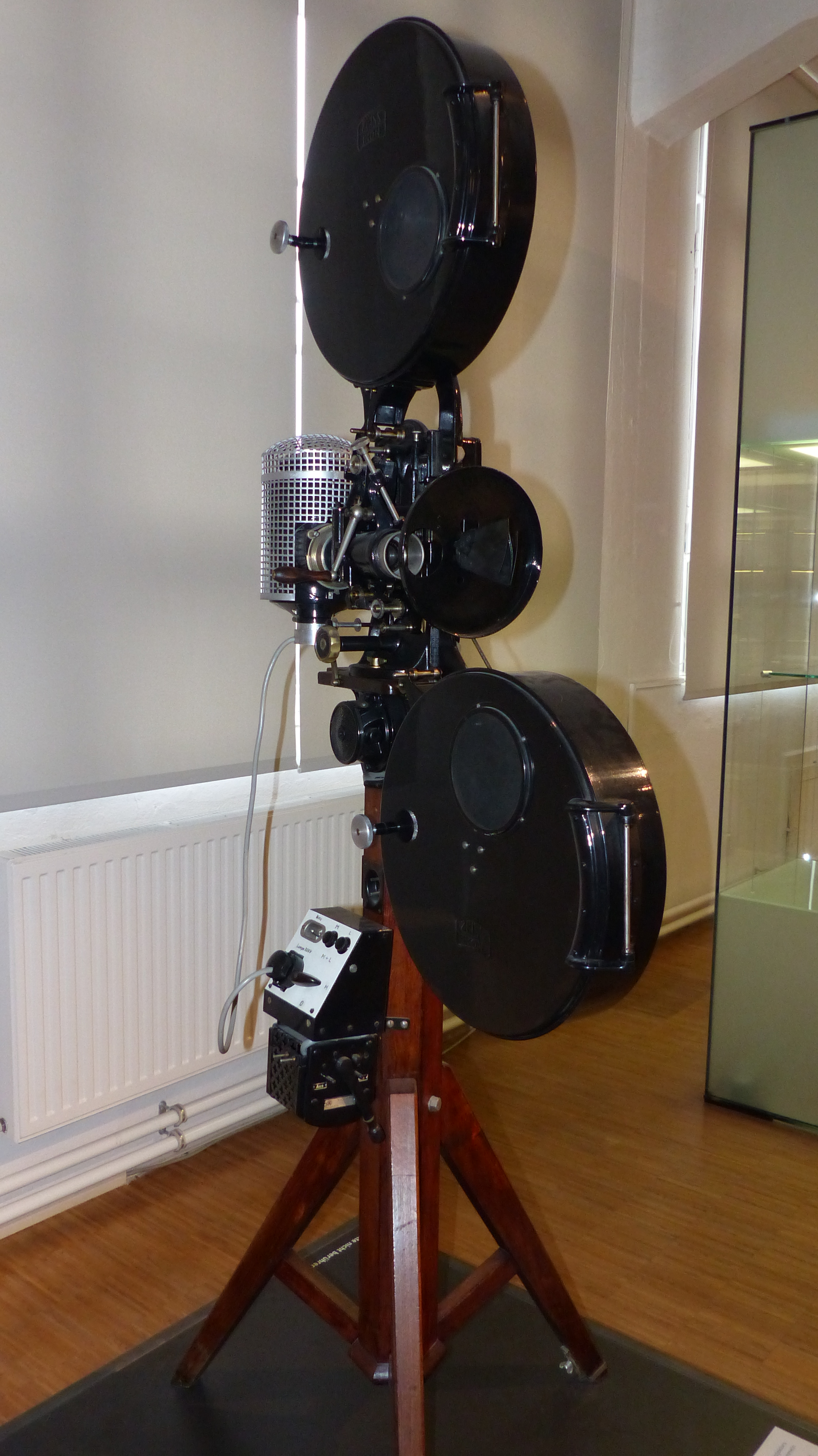
Projektor Monopol (1927)